# Diospyros oligantha
Diospyros oligantha är en tvåhjärtbladig växtart som beskrevs av Elmer Drew Merrill. Diospyros oligantha ingår i släktet Diospyros och familjen Ebenaceae. Inga underarter finns listade i Catalogue of Life.